# Leichtathletik-Europameisterschaften 2014/Stabhochsprung der Frauen

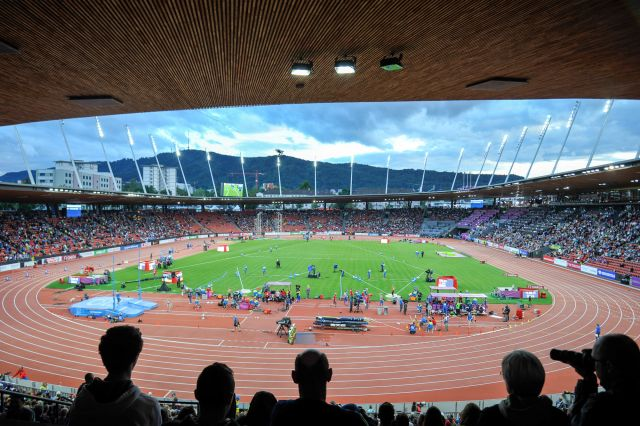
Das Letzigrund-Stadion während der Europameisterschaften 2014

Der Stabhochsprung der Frauen bei den Leichtathletik-Europameisterschaften 2014 wurde am 12. und 14. August 2014 im Letzigrund-Stadion von Zürich ausgetragen.
Mit Gold und Bronze errangen die russischen Stabhochspringerinnen in diesem Wettbewerb zwei Medaillen. Europameisterin wurde Anschelika Sidorowa. Sie gewann vor der Griechin Ekaterini Stefanidi. Bronze ging an Angelina Schuk-Krasnowa.

## Rekorde

### Bestehende Rekorde
| Weltrekord           | 5,06 m | Jelena Issinbajewa | Zürich Schweiz        | 28. August 2009 |
| Europarekord         | 5,06 m | Jelena Issinbajewa | Zürich Schweiz        | 28. August 2009 |
| Meisterschaftsrekord | 4,80 m | Jelena Issinbajewa | EM Göteborg, Schweden | 12. August 2006 |

Der bestehende EM-Rekord wurde bei diesen Europameisterschaften nicht erreicht. Am höchsten sprang die russische Europameisterin Anschelika Sidorowa im Finale mit 4,65 m, womit sie fünfzehn Zentimeter unter dem Rekord blieb. Zum Welt- und Europarekord fehlten ihr 41 Zentimeter.

### Rekordverbesserung
Es wurde ein neuer Landesrekord aufgestellt:

4,45 m – Kira Grünberg (Österreich), Qualifikation am 12. August (Gruppe A), zweiter Versuch

## Legende
Kurze Übersicht zur Bedeutung der Symbolik – so üblicherweise auch in sonstigen Veröffentlichungen verwendet:
| NR  | Nationaler Rekord                     |
| NM  | keine Höhe (no mark)                  |
| ogV | ohne gültigen Versuch                 |
| –   | verzichtet                            |
| o   | übersprungen                          |
| x   | ungültig                              |
| r   | Wettkampf nicht fortgesetzt (retired) |

## Qualifikation
12. August 2014, 10:30 Uhr
29 Teilnehmerinnen traten in zwei Gruppen zur Qualifikationsrunde an. Die Qualifikationshöhe für den direkten Finaleinzug betrug 4,50 m. Nachdem dreizehn Athletinnen 4,45 m übersprungen hatten, wurde der Ausscheidungswettkampf abgebrochen, denn nun hätte nur noch eine weitere Stabhochspringerin eliminiert werden müssen, damit es zu dem eigentlich so vorgesehenen Finalteilnehmerfeld von zwölf Sportlerinnen gekommen wäre. Alle dreizehn verbliebenen Athletinnen wurden zur Finalteilnahme zugelassen (hellgrün unterlegt).

### Gruppe A

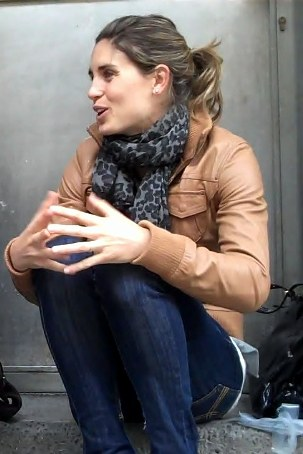
Naroa Agirre – ausgeschieden mit 4,35 m
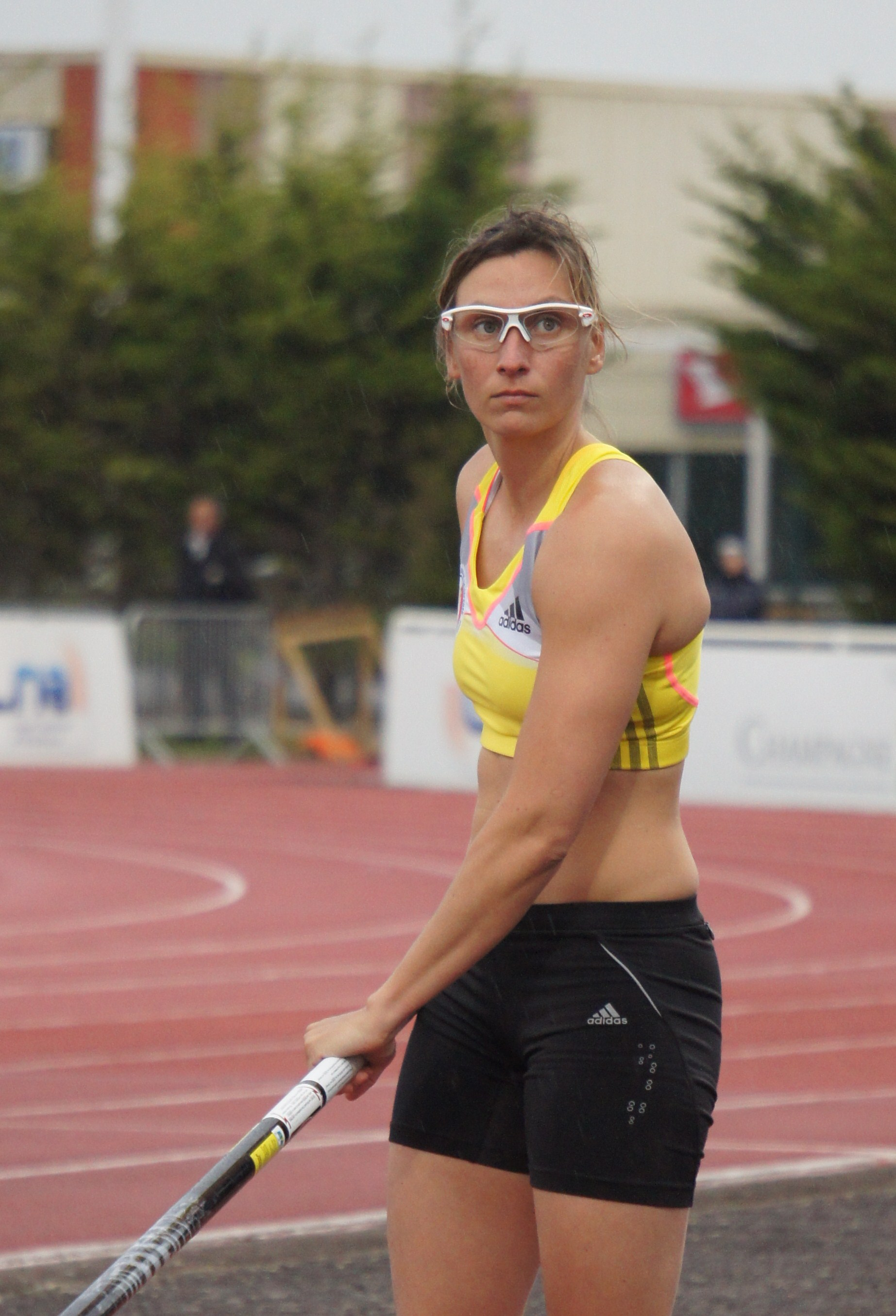
Vanessa Boslak – ausgeschieden mit 4,25 m

| Platz | Name                 | Nation       | Resultat (m) | 4,00 m | 4,15 m | 4,25 m | 4,35 m | 4,45 m |
| 1     | Carolin Hingst       | Deutschland  | 4,45         | –      | o      | o      | o      | o      |
| 1     | Jiřina Svobodová     | Tschechien   | 4,45         | –      | –      | –      | o      | o      |
| 3     | Angelica Bengtsson   | Schweden     | 4,45         | –      | o      | xo     | xo     | o      |
| 4     | Ekaterini Stefanidi  | Griechenland | 4,45         | –      | –      | –      | o      | xo     |
| 5     | Anschelika Sidorowa  | Russland     | 4,45         | –      | –      | –      | xo     | xo     |
| 6     | Marion Lotout        | Frankreich   | 4,45         | –      | xxo    | xo     | xo     | xo     |
| 7     | Naroa Agirre         | Spanien      | 4,35         | o      | o      | xo     | xxo    | xxx    |
| 8     | Vanessa Boslak       | Frankreich   | 4,25         | –      | –      | o      | xxx    |        |
| 8     | Nicole Büchler       | Schweiz      | 4,25         | –      | –      | o      | xxx    |        |
| 8     | Sonia Malavisi       | Italien      | 4,25         | –      | o      | o      | xxx    |        |
| 11    | Catia Pereira        | Portugal     | 4,00         | xo     | xxx    |        |        |        |
| 11    | Maria Leonor Tavares | Portugal     | 4,00         | xo     | xxx    |        |        |        |
| NM    | Hanna Schelech       | Ukraine      | ogV          | –      | r      |        |        |        |
| NM    | Rebeka Šilhanová     | Tschechien   | ogV          | xxx    |        |        |        |        |

Weitere in Qualifikationsgruppe A ausgeschiedene Stabhochspringerinnen:

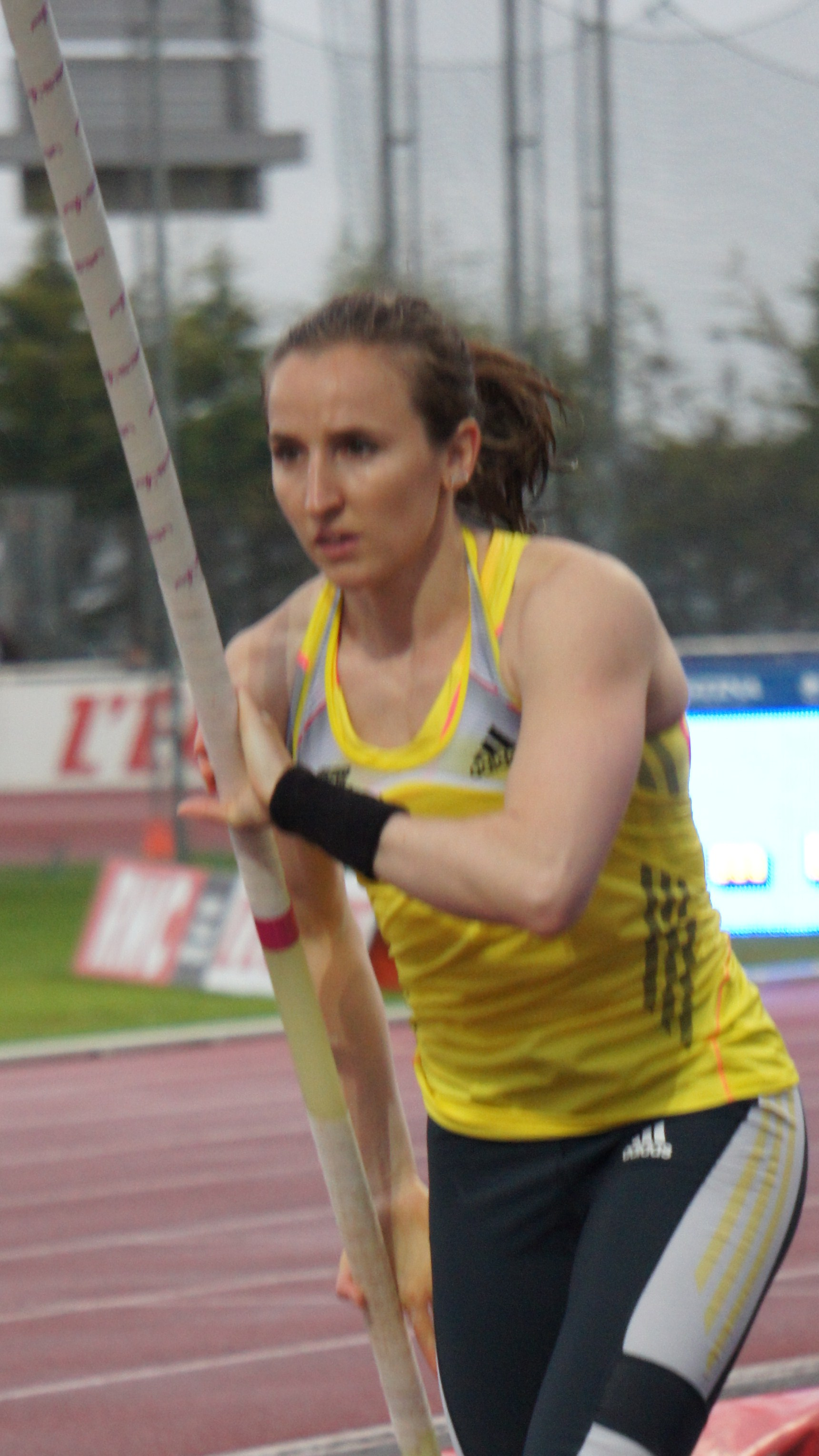
Nicole Büchler – 4,25 m
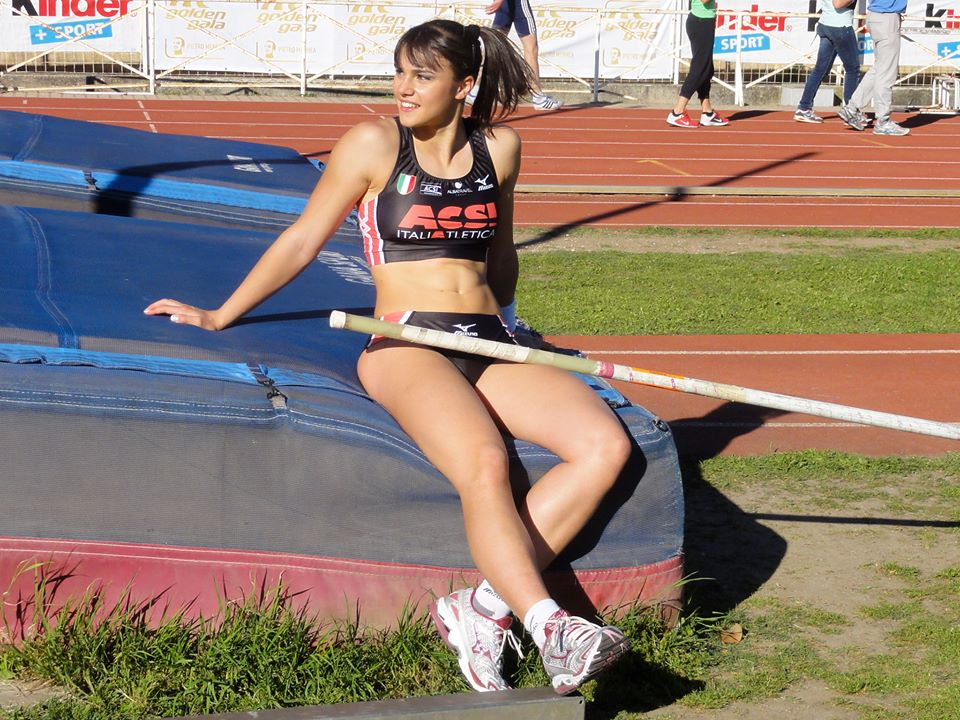
Sonia Malavisi – 4,25 m
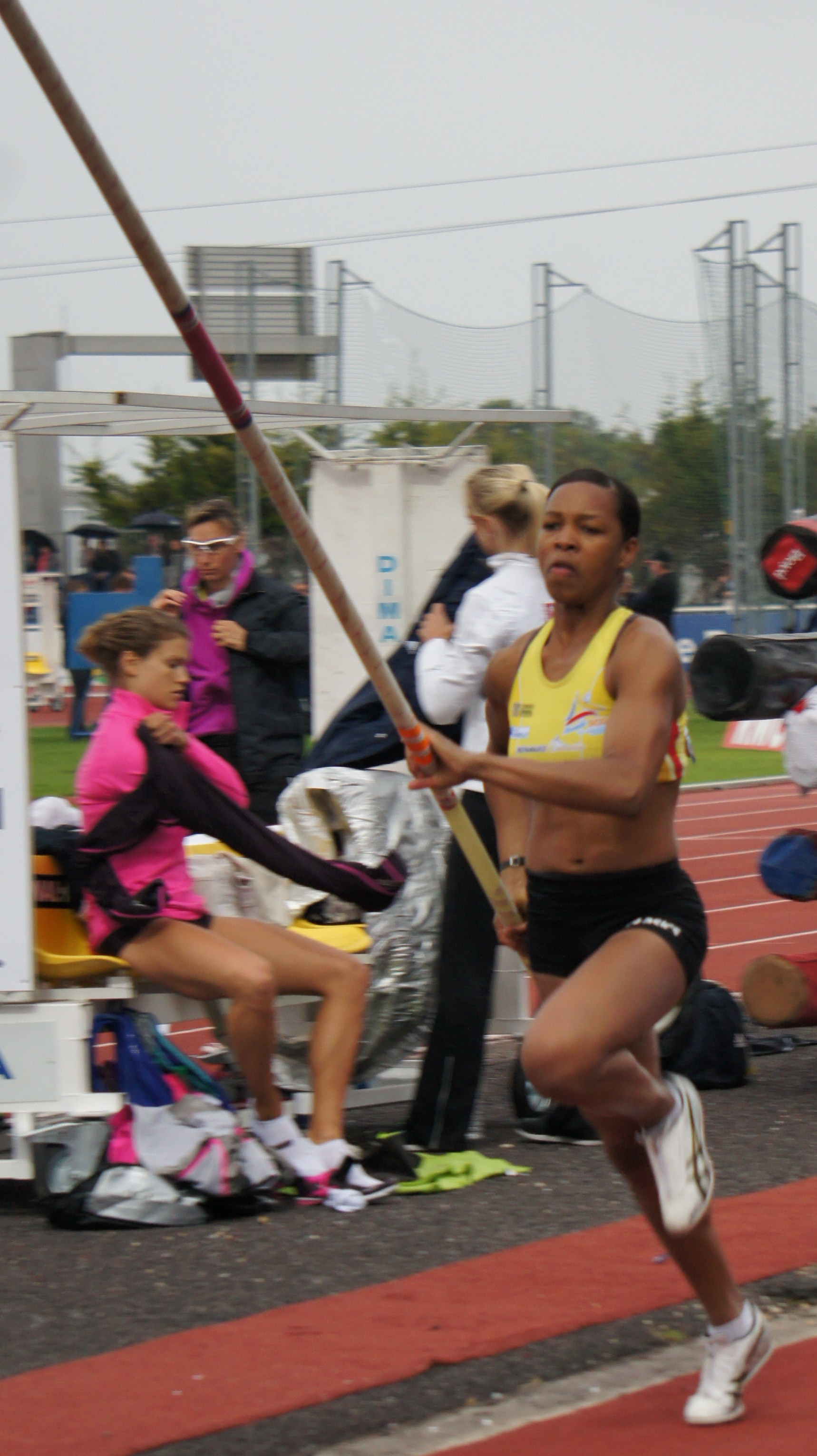
Maria Leonor Tavares – 4,00 m

### Gruppe B

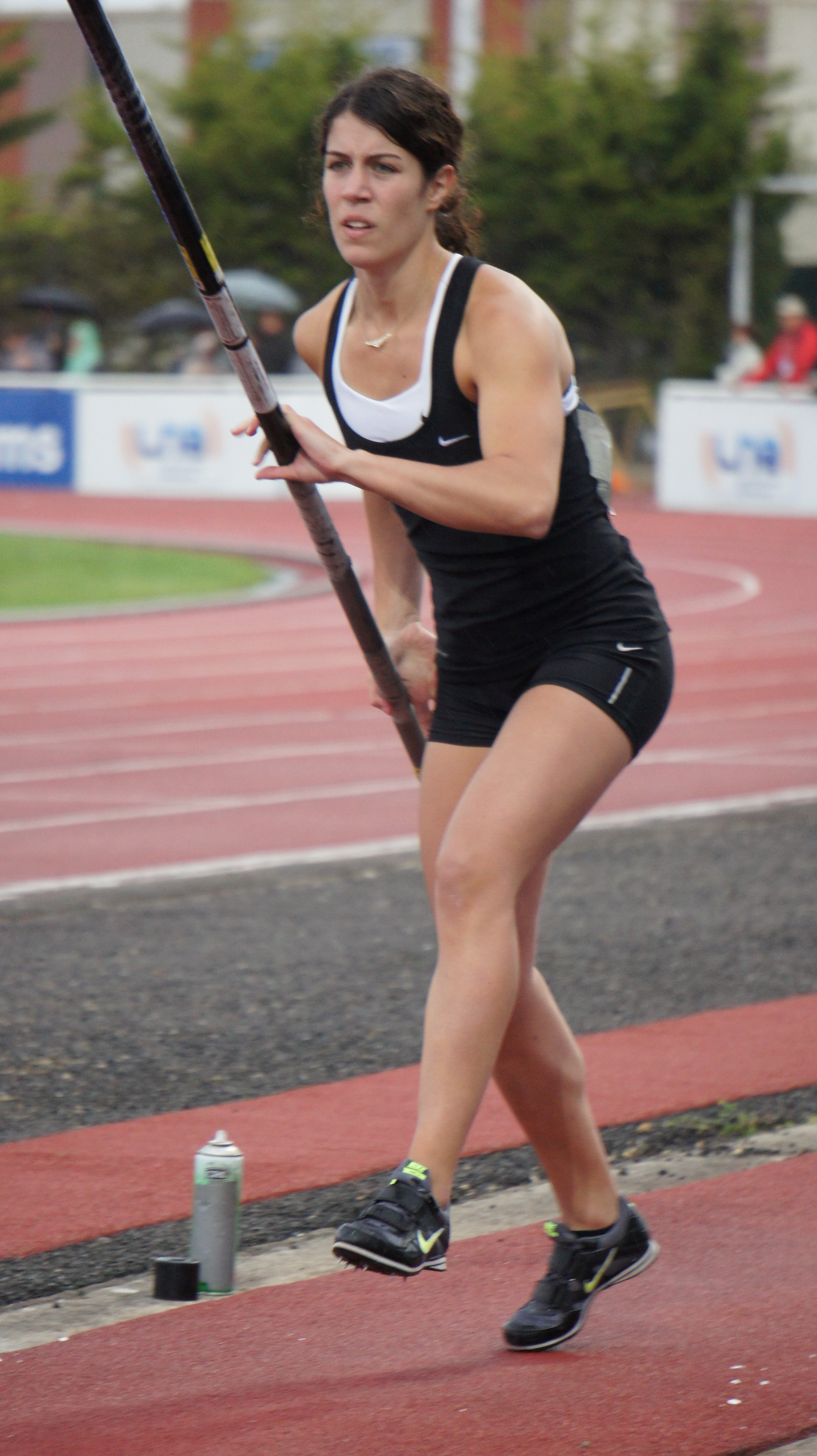
Marion Fiack – ausgeschieden mit 4,35 m
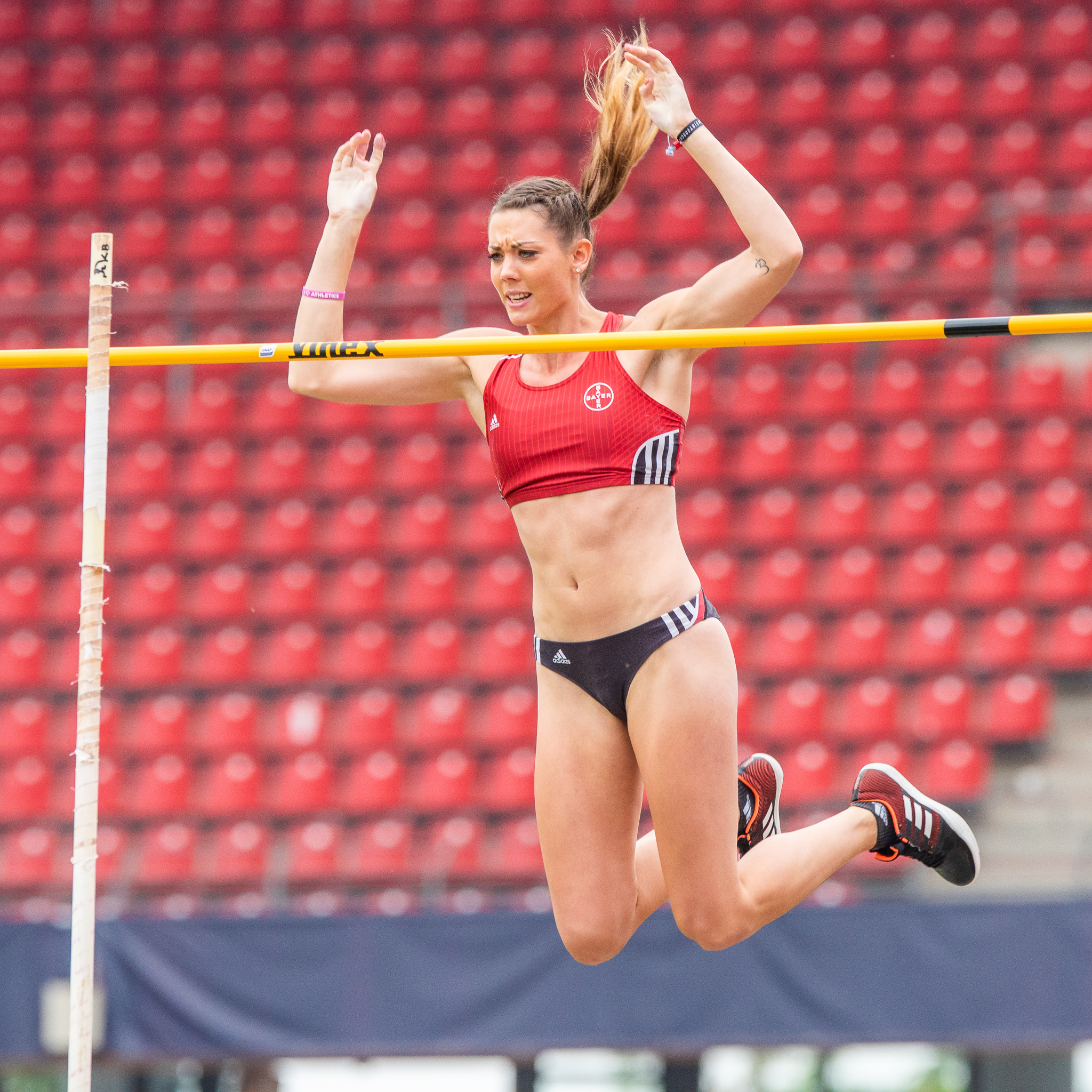
Katharina Bauer – ausgeschieden mit 4,25 m

| Platz | Name                    | Nation       | Resultat (m) | 4,00 m | 4,15 m | 4,25 m | 4,35 m | 4,45 m |
| 1     | Minna Nikkanen          | Finnland     | 4,45000      | –      | o      | o      | xo     | o      |
| 1     | Angelina Schuk-Krasnowa | Russland     | 4,45000      | –      | –      | –      | xo     | o      |
| 3     | Lisa Ryzih              | Deutschland  | 4,45000      | –      | –      | –      | o      | xo     |
| 4     | Kira Grünberg           | Österreich   | 4,45 NR      | –      | o      | o      | xo     | xo     |
| 5     | Aljona Lutkowskaja      | Russland     | 4,45000      | –      | –      | o      | xxo    | xo     |
| 5     | Tina Šutej              | Slowenien    | 4,45000      | –      | o      | xo     | xo     | xo     |
| 7     | Nikoleta Kyriakopoulou  | Griechenland | 4,45000      | –      | –      | –      | o      | xxo    |
| 8     | Marion Fiack            | Frankreich   | 4,35000      | o      | o      | o      | xo     | xxx    |
| 9     | Anna Katharina Schmid   | Schweiz      | 4,35000      | –      | xo     | o      | xo     | xxx    |
| 10    | Katharina Bauer         | Deutschland  | 4,25000      | –      | –      | o      | xxx    |        |
| 10    | Romana Maláčová         | Tschechien   | 4,25000      | –      | o      | o      | xxx    |        |
| 12    | Roberta Bruni           | Italien      | 4,25000      | –      | xo     | o      | xxx    |        |
| 13    | Caroline Bonde Holm     | Dänemark     | 4,25000      | –      | xo     | xxo    | xxx    |        |
| 14    | Marta Onofre            | Portugal     | 4,15000      | xo     | o      | xxx    |        |        |
| 15    | Katrine Haarklau        | Norwegen     | 4,00000      | xxo    | xxx    |        |        |        |

Weitere in Qualifikationsgruppe B ausgeschiedene Stabhochspringerinnen:

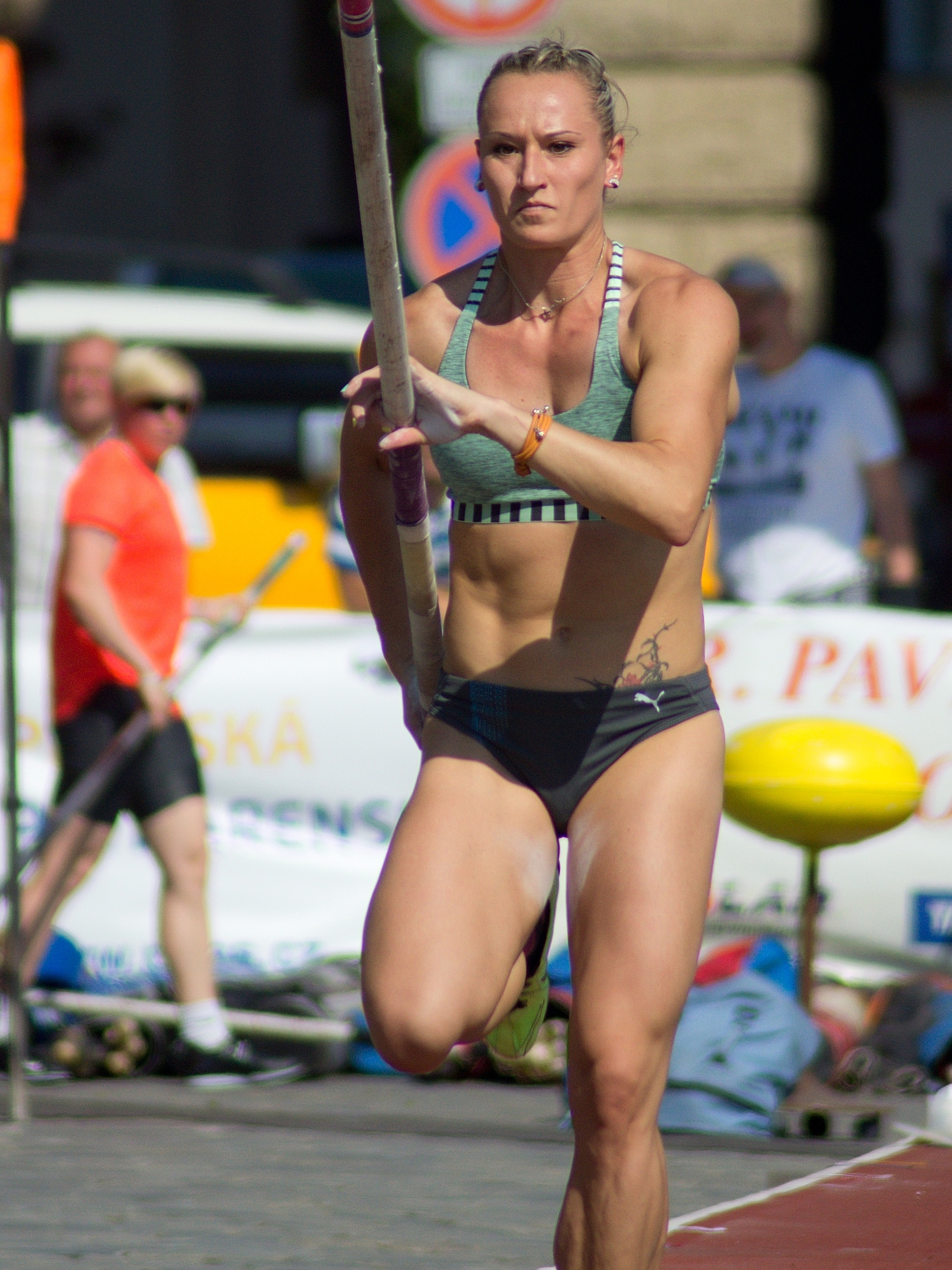
Romana Maláčová – 4,25 m
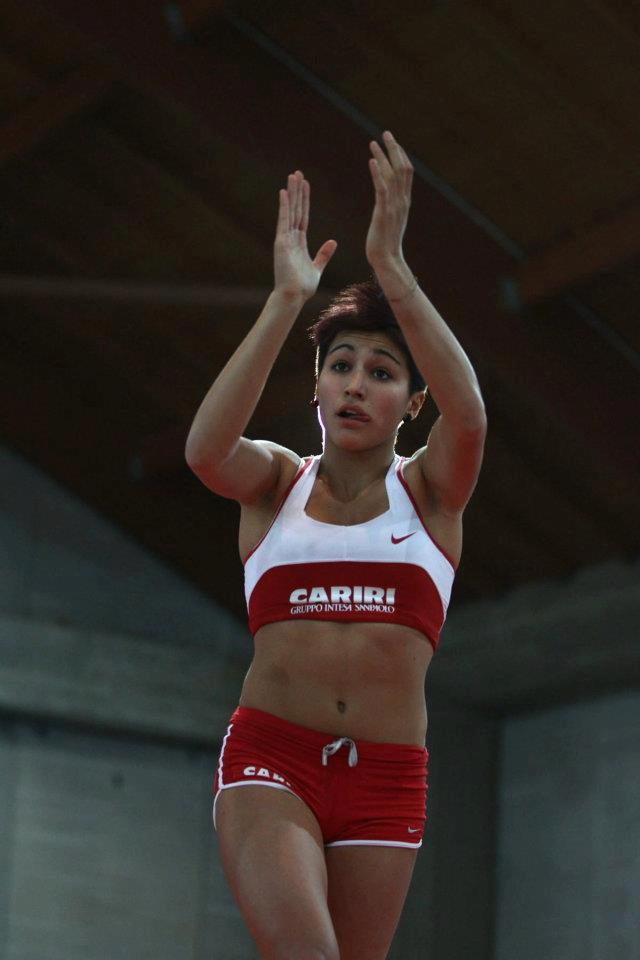
Roberta Bruni – 4,25 m
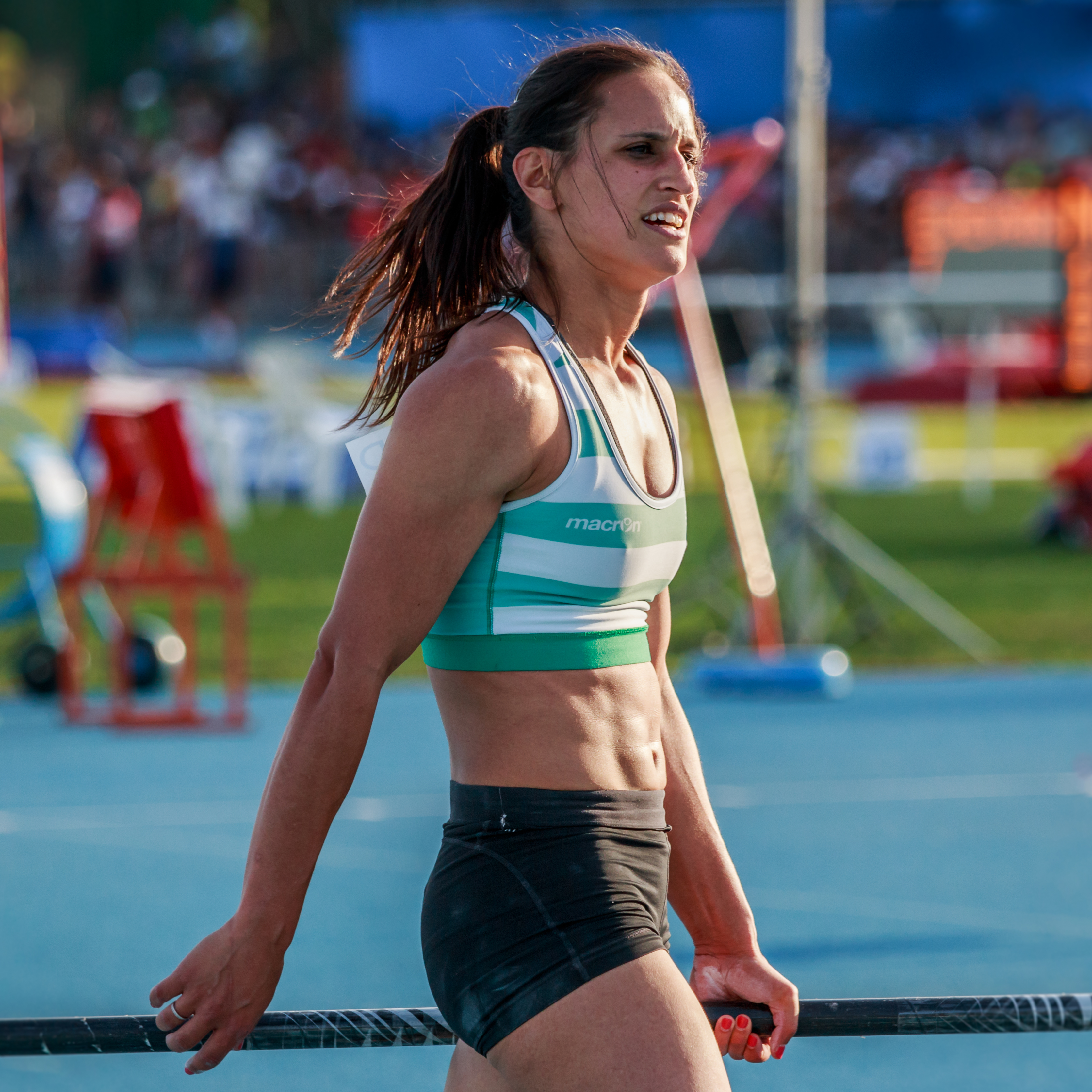
Marta Onofre – 4,15 m

## Finale

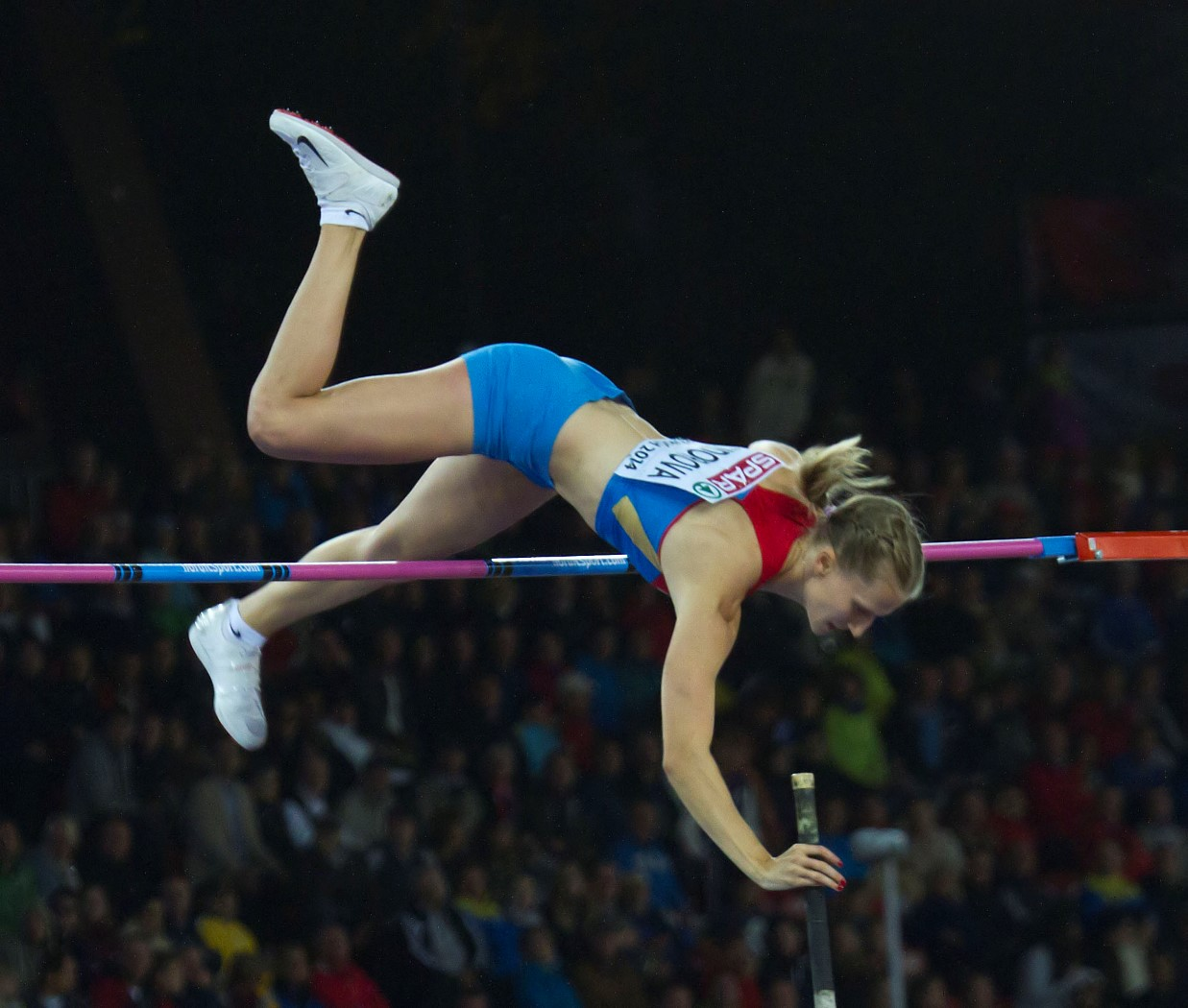
Anschelika Sidorowa gewann mit 4,65 m

14. August 2014, 19:19 Uhr
| Platz | Name                    | Nation       | Resultat (m) | 4,35 m | 4,45 m | 4,55 m | 4,60 m | 4,65 m | 4,70 m |
| 1     | Anschelika Sidorowa     | Russland     | 4,65         | xo     | o      | o      | –      | xxo    | r      |
| 2     | Ekaterini Stefanidi     | Griechenland | 4,60         | –      | o      | xo     | xo     | xxx    |        |
| 3     | Angelina Schuk-Krasnowa | Russland     | 4,60         | –      | xo     | o      | xxo    | xxx    |        |
| 4     | Lisa Ryzih              | Deutschland  | 4,50         | –      | xxo    | xo     | xxo    | xxx    |        |
| 5     | Angelica Bengtsson      | Schweden     | 4,45         | xxo    | o      | xxx    |        |        |        |
| 6     | Jiřina Svobodová        | Tschechien   | 4,45         | xo     | xxo    | xxx    |        |        |        |
| 7     | Aljona Lutkowskaja      | Russland     | 4,35         | o      | –      | xxx    |        |        |        |
| 7     | Minna Nikkanen          | Finnland     | 4,35         | o      | xxx    |        |        |        |        |
| 7     | Nikoleta Kyriakopoulou  | Griechenland | 4,35         | o      | xxx    |        |        |        |        |
| 10    | Tina Šutej              | Slowenien    | 4,35         | xxo    | xxx    |        |        |        |        |
| 10    | Carolin Hingst          | Deutschland  | 4,35         | xxo    | xxx    |        |        |        |        |
| NM    | Kira Grünberg           | Österreich   | ogV          | xxx    |        |        |        |        |        |
| NM    | Marion Lotout           | Frankreich   | ogV          | xxx    |        |        |        |        |        |

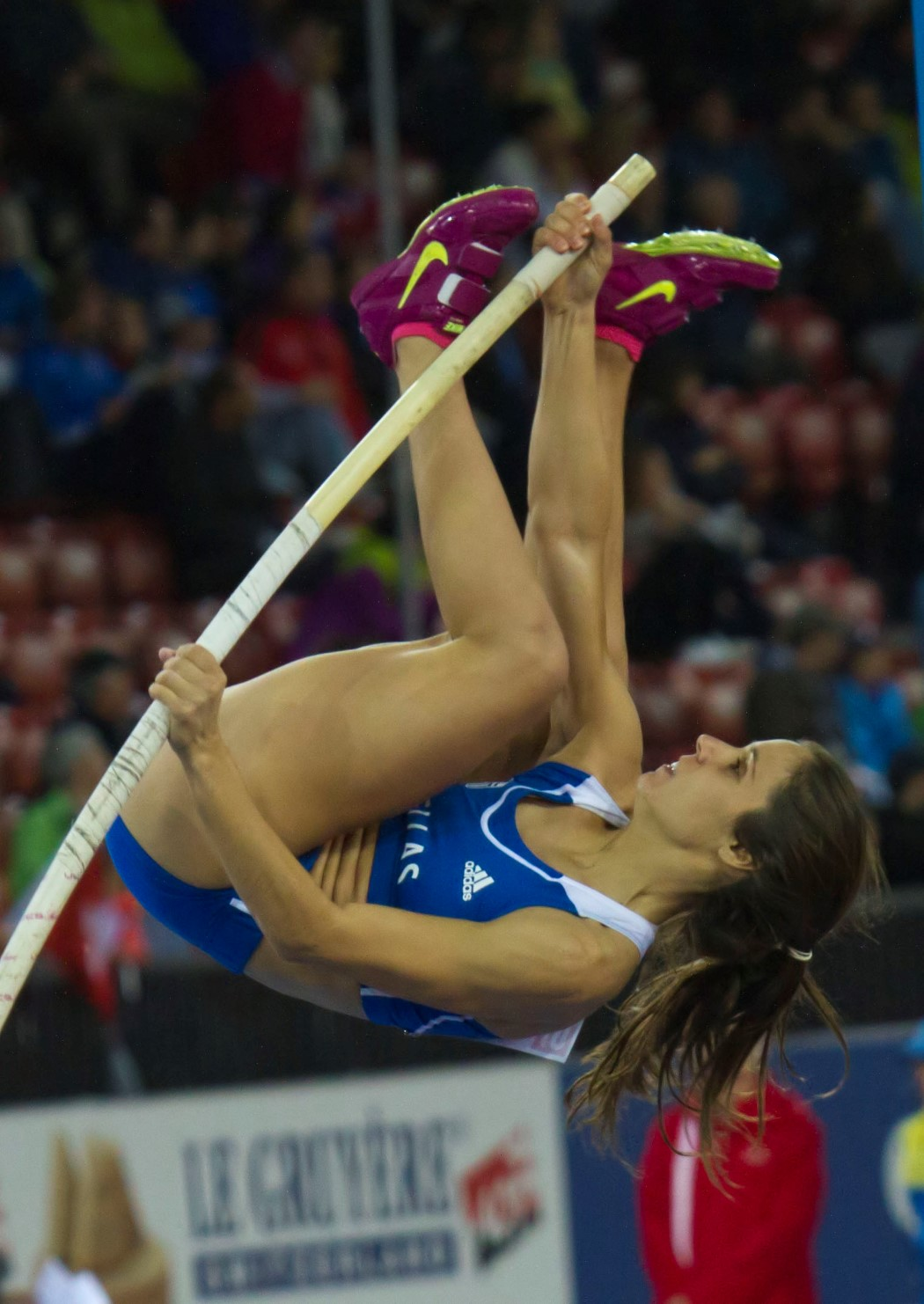
Vizeeuropameisterin Ekaterini Stefanidi
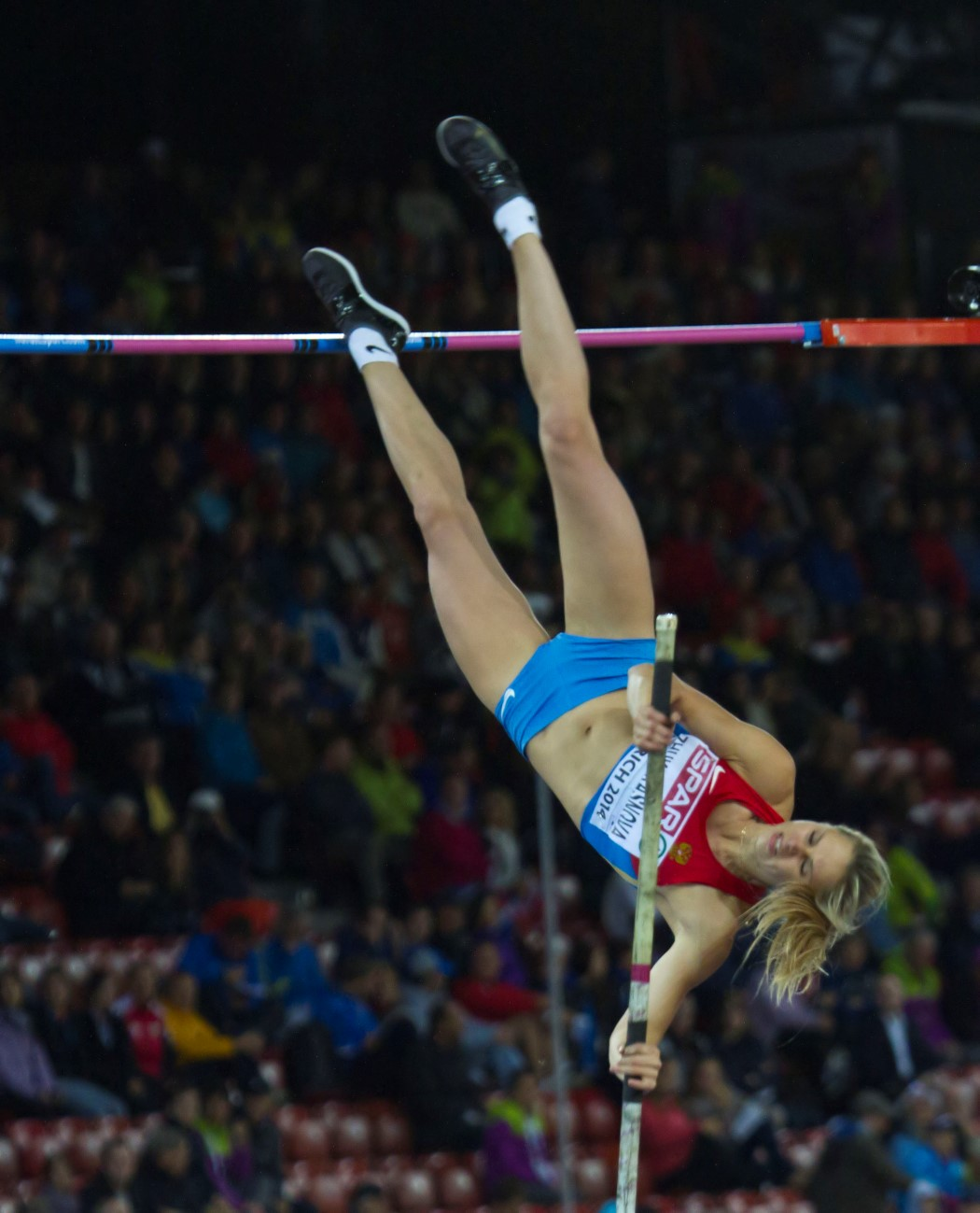
Bronzemedaillengewinnerin Angelina Schuk-Krasnowa
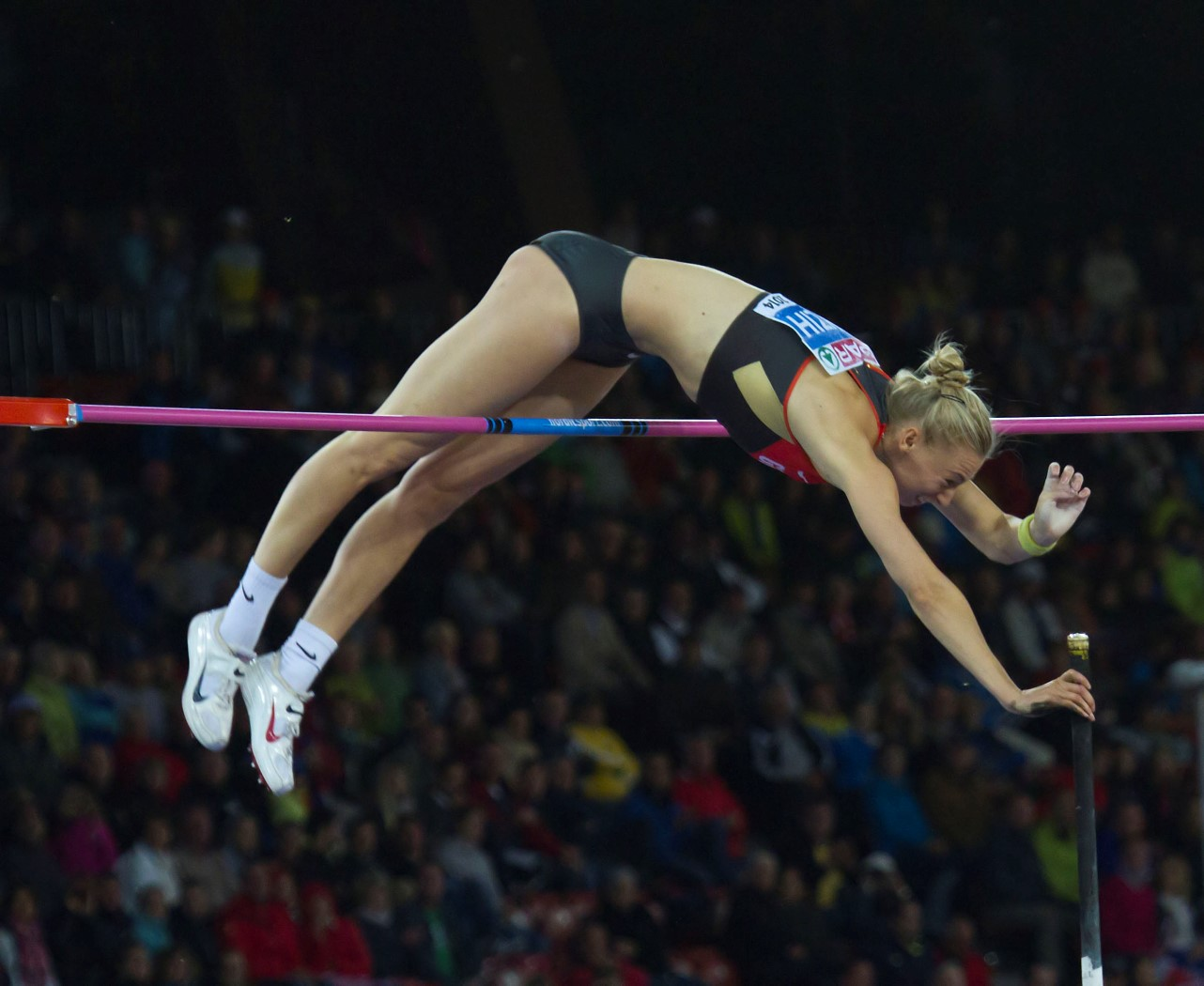
Lisa Ryzih wurde Vierte
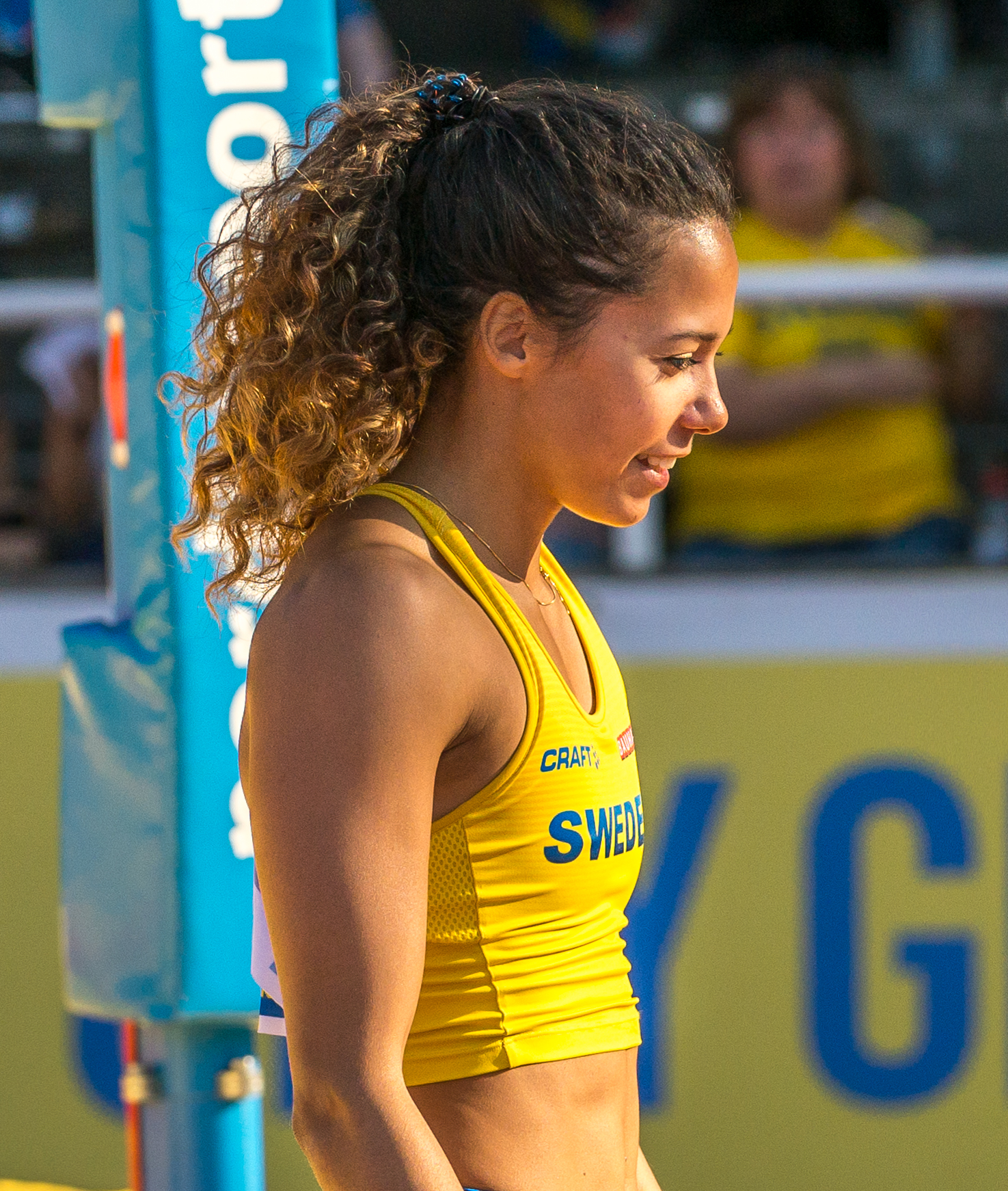
Angelica Bengtsson erreichte Platz fünf

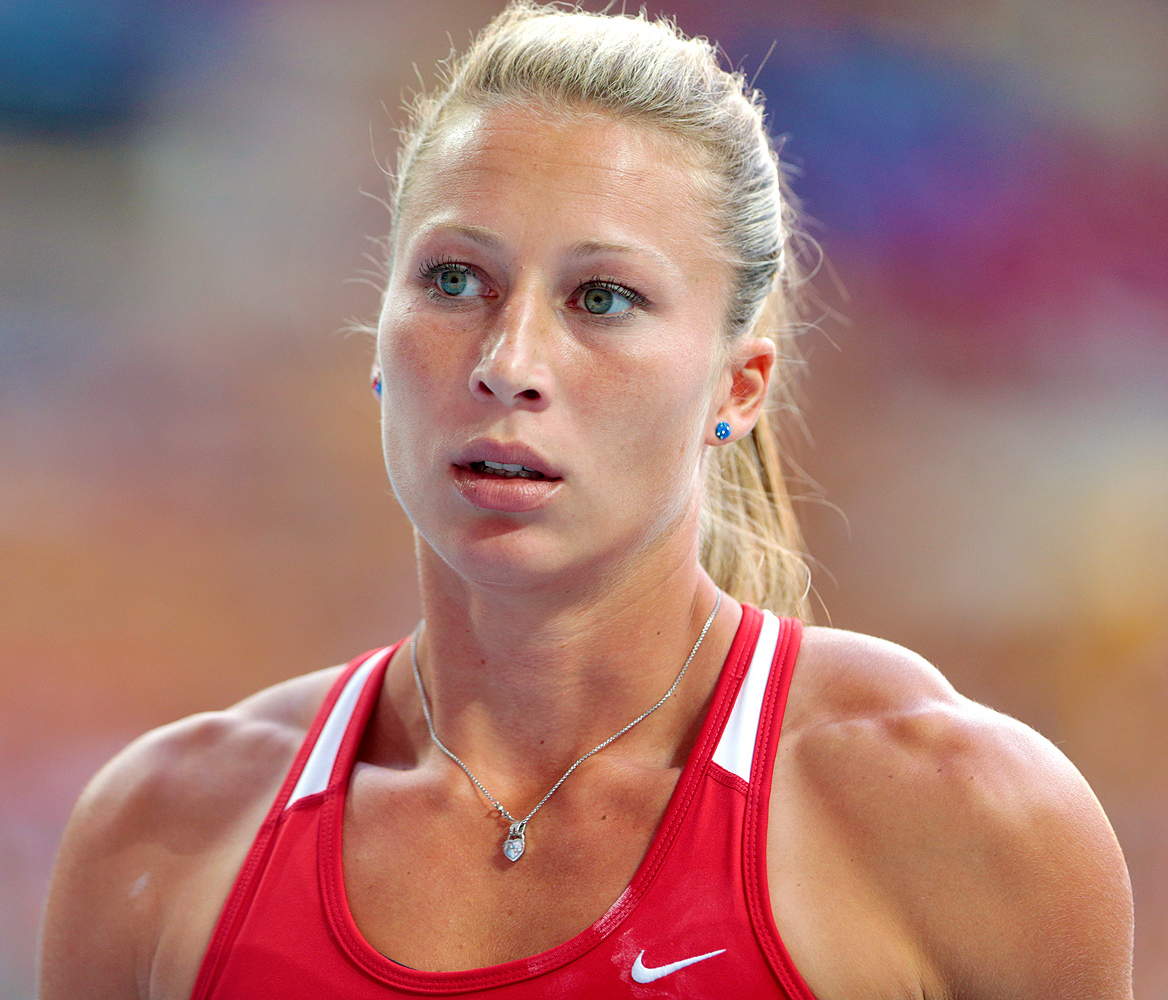
Jiřina Svobodová kam auf den sechsten Platz
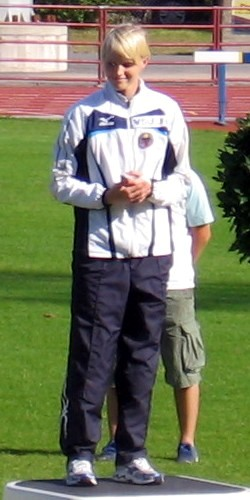
Minna Nikkanen – geteilter siebter Rang
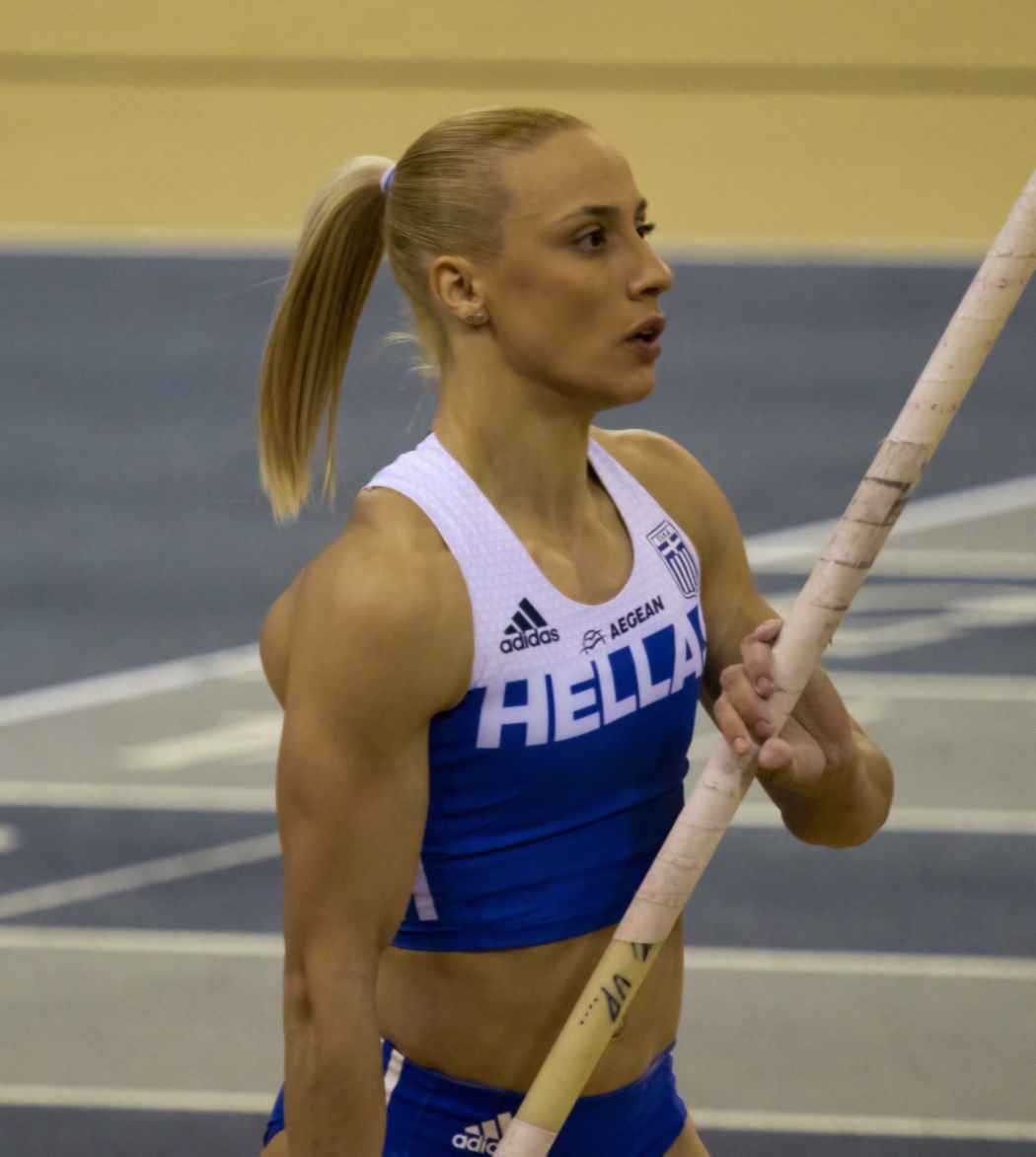
Nikoleta Kyriakopoulou – geteilter siebter Rang

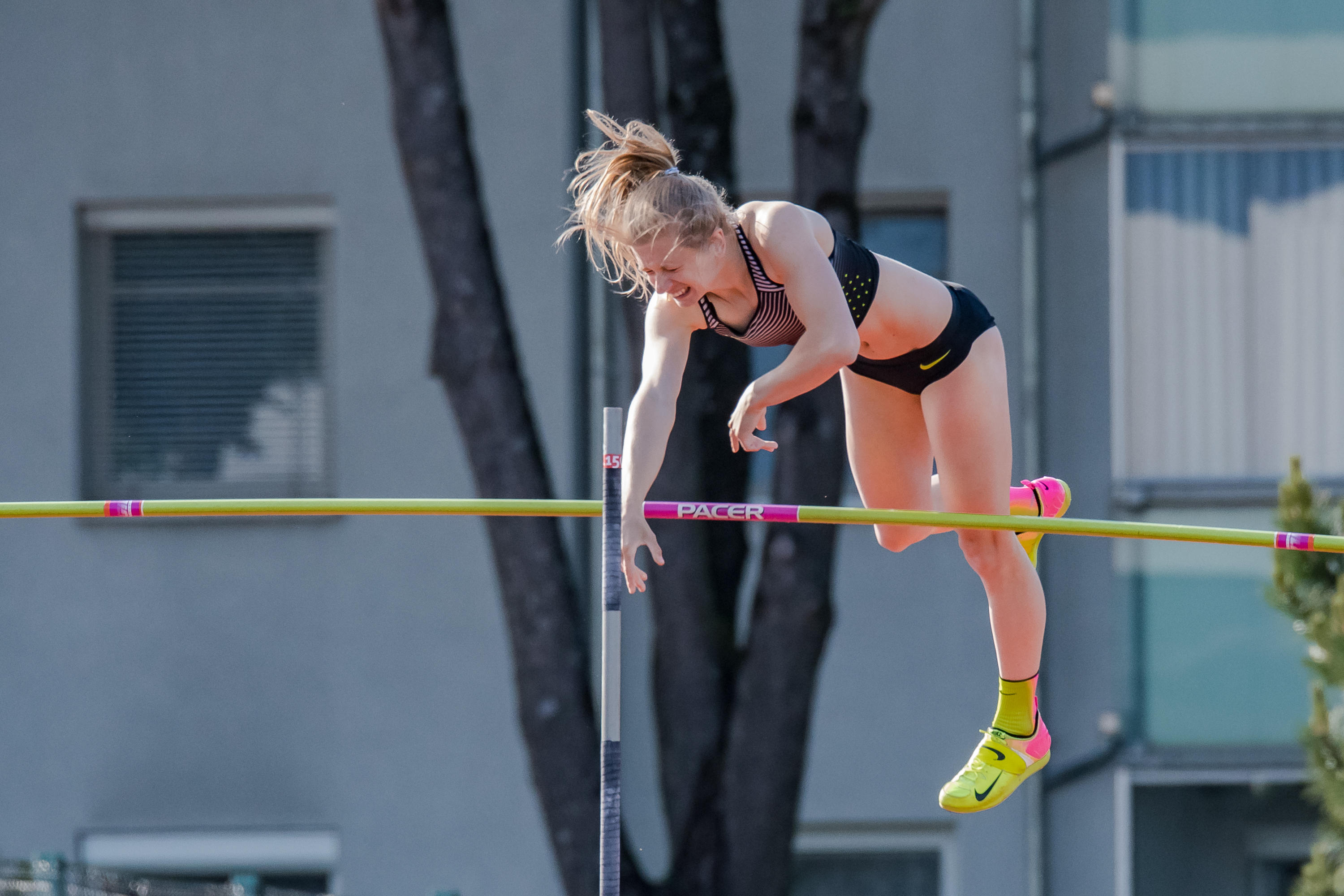
Tina Šutej belegte den geteilten Rang zehn
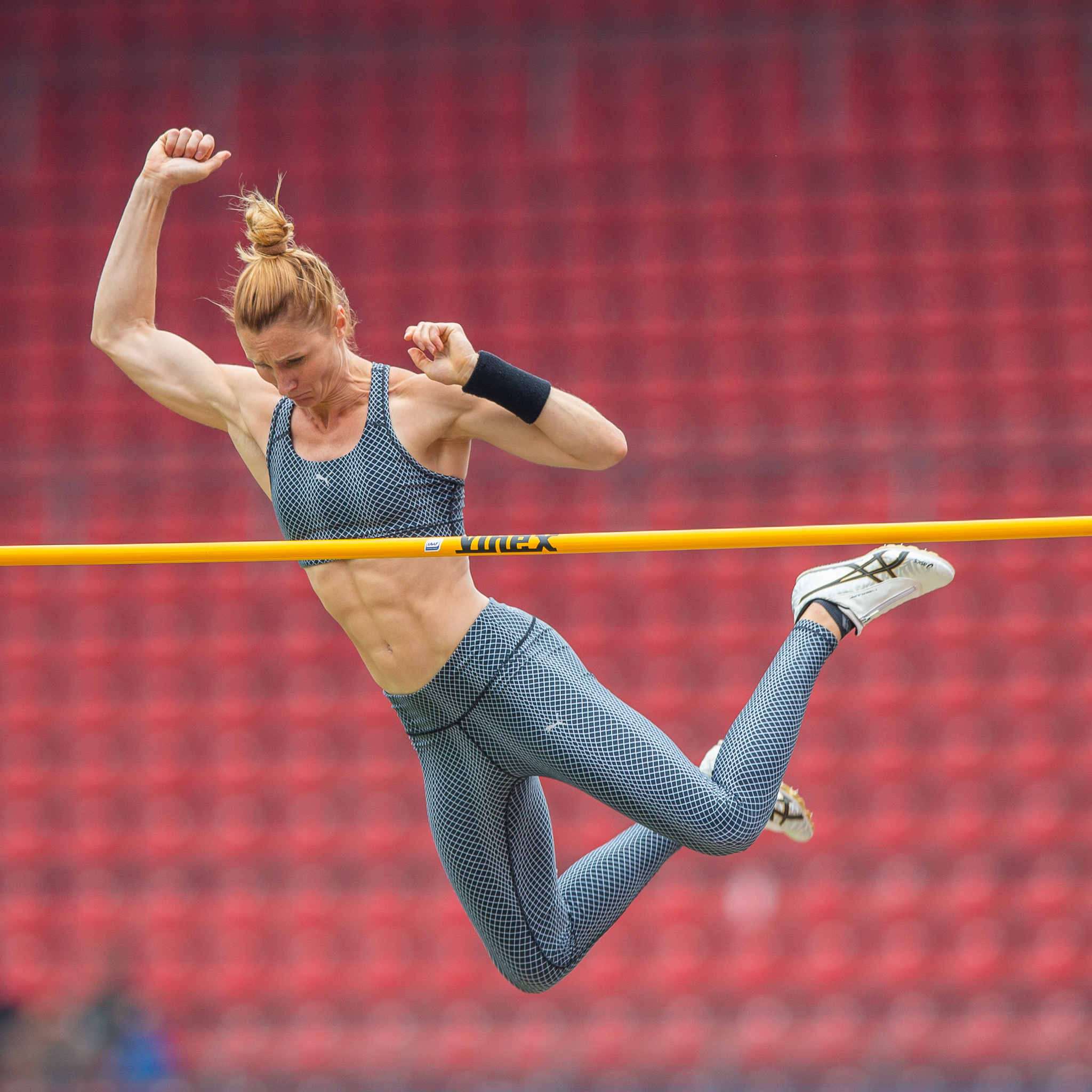
Carolin Hingst – geteilter zehnter Platz
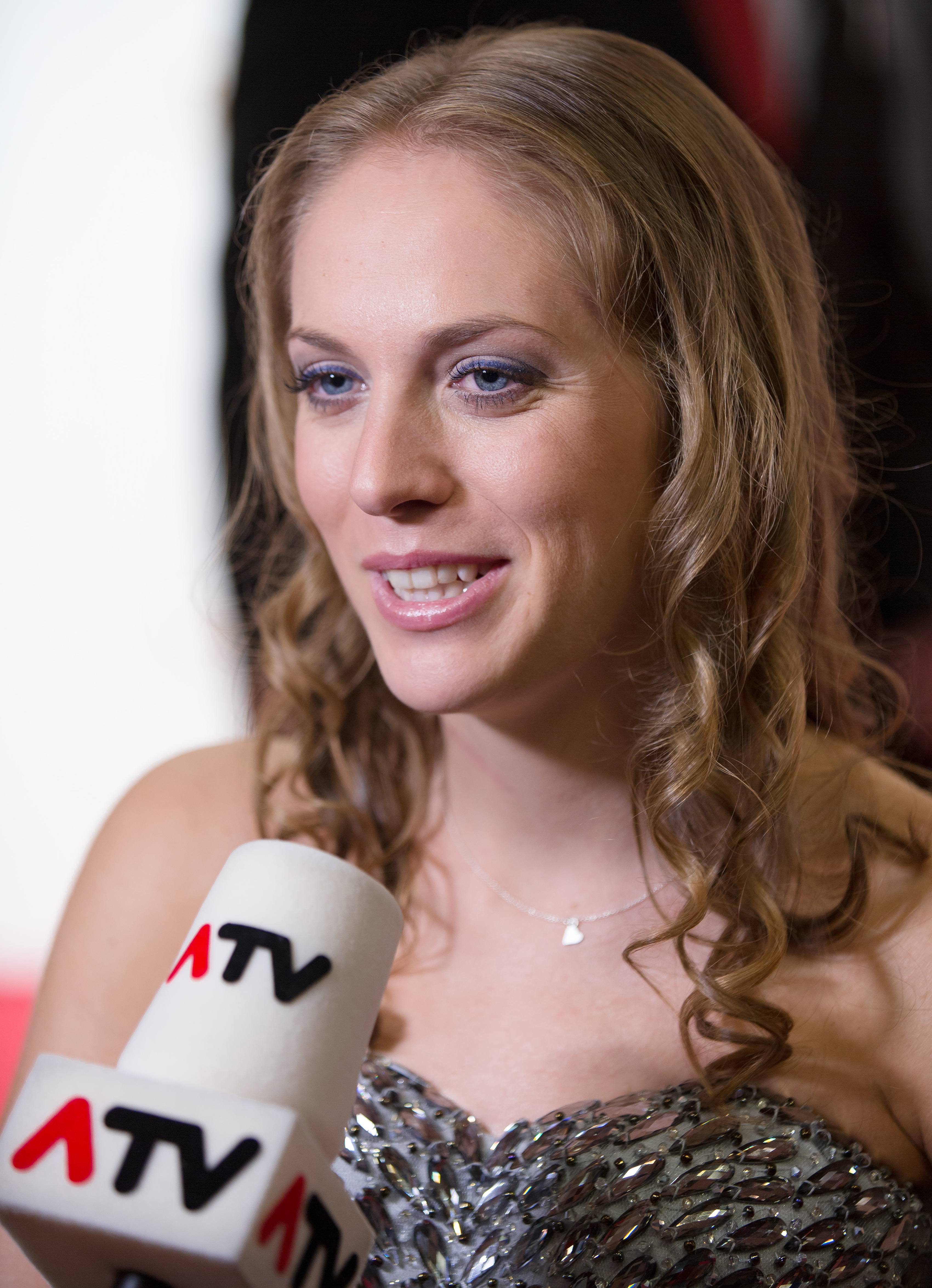
Kira Grünberg blieb im Finale ohne gültigen Versuch
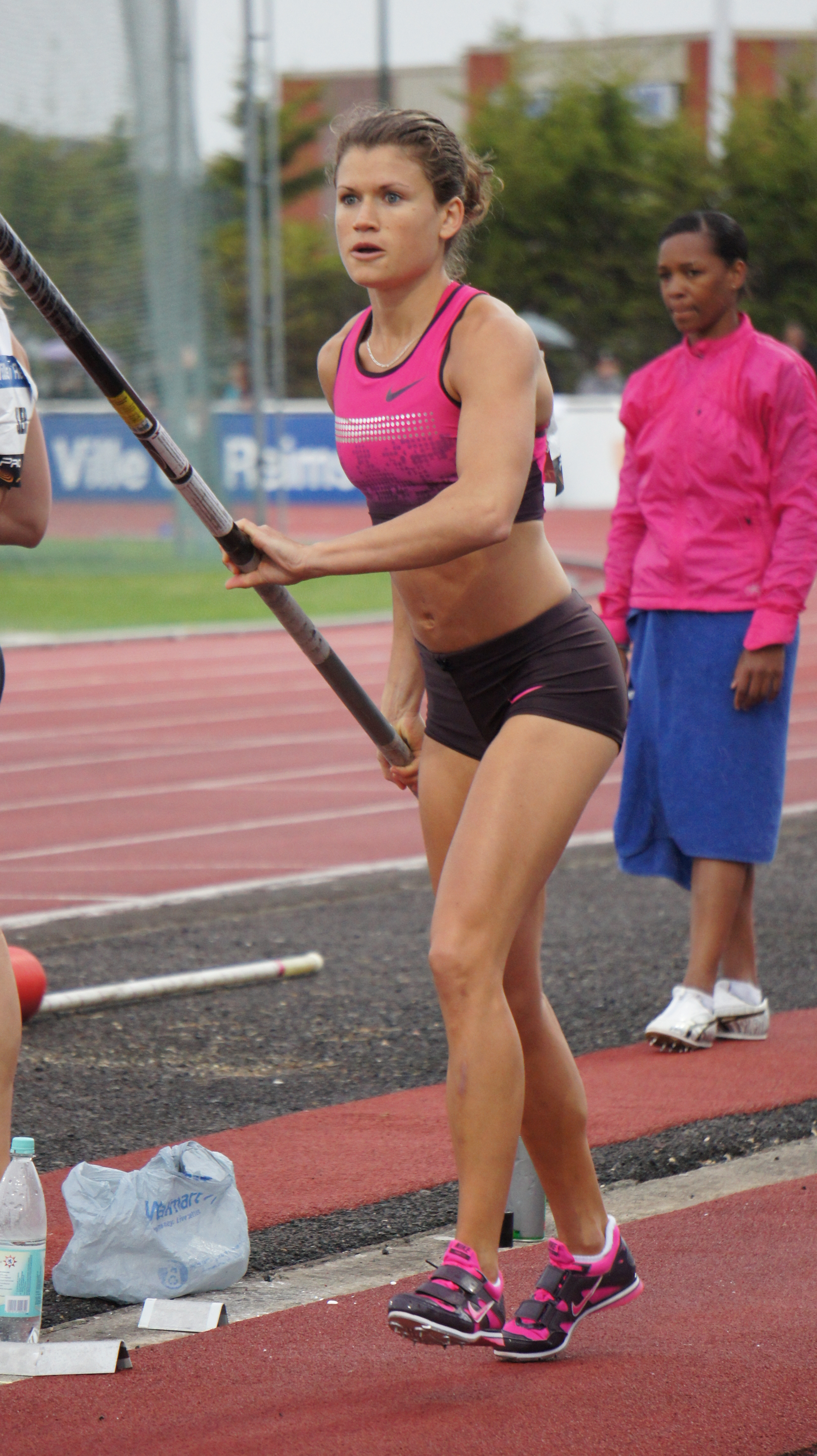
Marion Lotout – im Finale ohne gültigen Sprung

## Videolinks
- Angelina Zhuk-Krasnova. Pole Vault. Final. 22nd European Athletics Championships. Zurich (2014), youtube.com, abgerufen am 15. März 2023
- Angelica Bengtsson. Pole Vault. 22nd European Athletics Championships. Zurich (2014), youtube.com, abgerufen am 15. März 2023
- Jirina Ptacnikova. Pole Vault. 22nd European Athletics Championships. Zurich (2014), youtube.com, abgerufen am 15. März 2023